# Isabel Clark Ribeiro
Isabel Clark Ribeiro (Rio de Janeiro, 24 oktober 1976) is een Braziliaans snowboardster.
Clark Ribeiro nam driemaal deel aan de Olympische winterspelen, in 2006, 2010 en 2014. Tijdens de openingsceremonie in 2010 droeg zij de vlag voor Brazilië. In 2018 is ze uiteindelijk niet gestart, hoewel ze zich wel had gekwalificeerd. Tijdens een trainingsongeluk raakte ze geblesseerd, daags voor de olympische wedstrijd.
Ook kwam ze tussen 2003 en 2016 meermalen uit op de X Games.